# Rue Perseval
Pour les articles homonymes, voir Perseval.
La rue Perseval est une voie de la commune de Reims, située au sein du département de la Marne, en région Grand Est.

## Situation et accès
La rue dépend administrativement au quartier Jean-Jaurès.

## Origine du nom
Elle rend hommage au peintre rémois Nicolas Perseval (1745-1837).

## Historique
Cette rue est ouverte par Charles Anatole Berlencourt (1826-1905),qui était propriétaire '’un vaste terrain entre la rue des Moissons et la rue Ruinart-de-Brimontsous le nom de « rue Nicolas-Perseval ». En raison de la confusion avec la rue Nicolas-Henriot située à proximité, on supprima le prénom en 1903.

## Bâtiments remarquables et lieux de mémoire

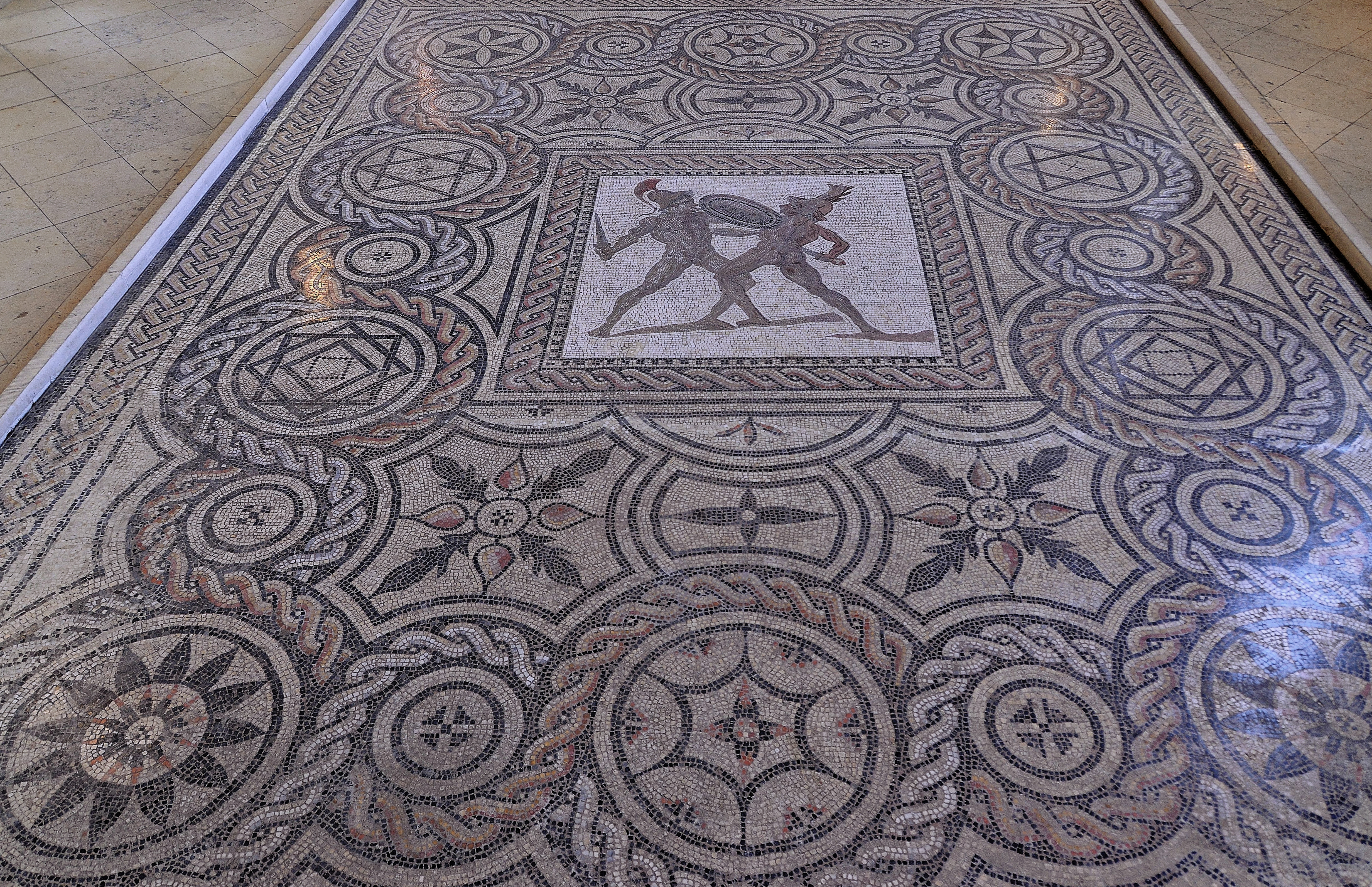
Mosaïque des deux gladiateurs du II, découverte en 1890, conservée au Musée Saint-Remi.